# Sapitwa

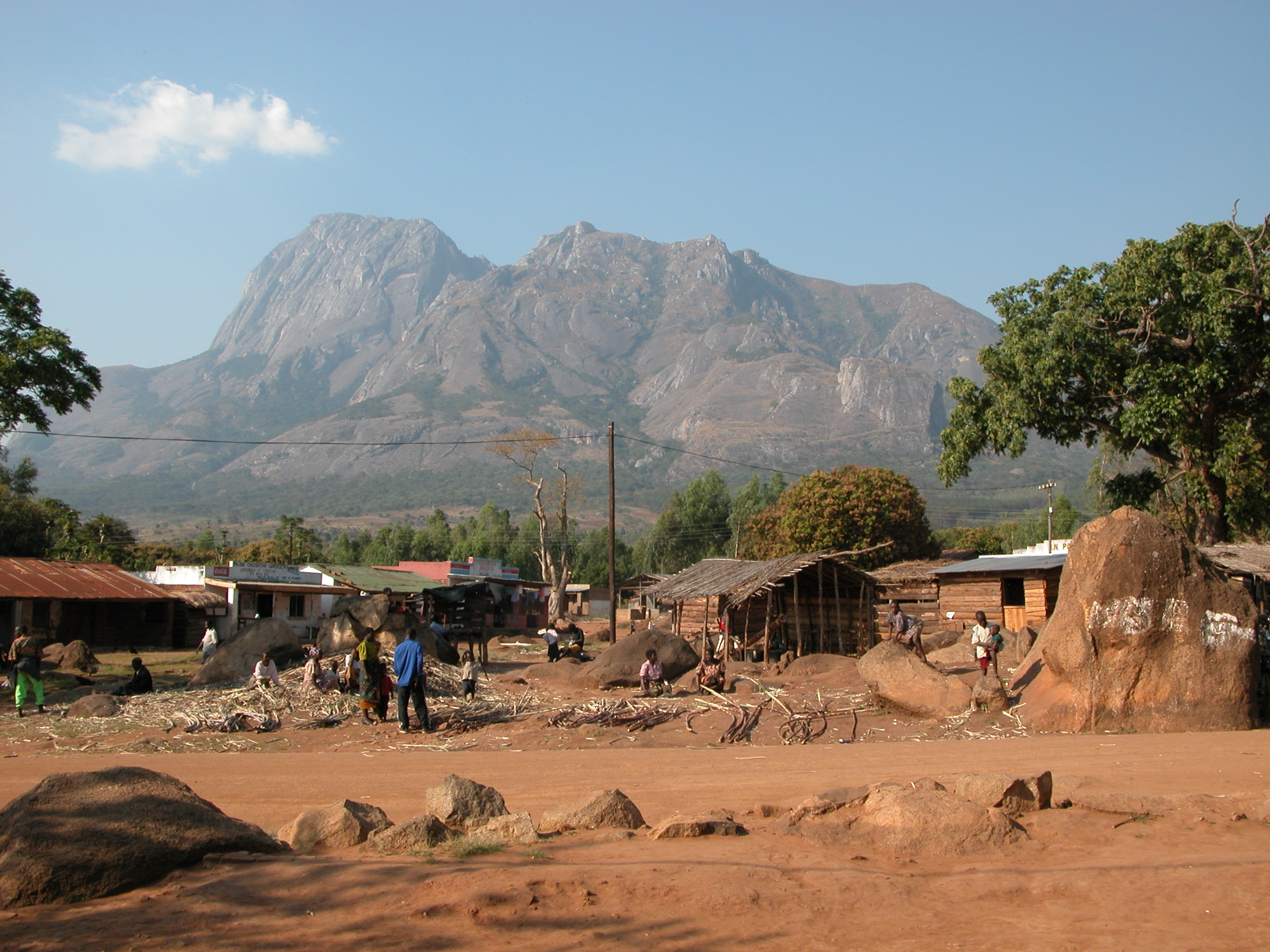
Vista del macizo de Mulanje.

El pico de Sapitwa es el punto culminante del macizo de Mulanje y el más alto de Malaui. Se encuentra en el sur del país, al este de Blantyre, en el distrito de Mulanje, no lejos de la frontera con Mozambique, a 290 km al sur de Lilongüe.
El macizo de Mulanje se formó por la intrusión de magma en la corteza terrestre hace unos 130 millones de años. La erosión ha dejado a la vista las rocas ígneas de las cumbres, sienita, cuarzo-sienita y granito. Forma parte de un grupo de unos 20 picos que se alzan sobre la meseta unos 2.000 m.
En lengua local chichewa sapitwa significa "no vayas". Aunque la región es turística, se considera peligroso a causa de las dificultades de la ascensión y de los bruscos cambios meteorológicos. Se han dado caso de viajeros desaparecidos cerca de este pico en 2003. La región está relativamente despoblada, y la ciudad más cercana es Mulanje, a poco más de 13 km de la montaña, con 22.000 habitantes. Sin embargo, las llanuras que rodean la montaña están densamente pobladas. Los accesos a la cima están mantenidos por el Malawi Mountain Club y el Malawi Forestry Department. El macizo fue visto por primera vez por David Livingstone en 1859, pero el Sapitwa no fue ascendido por un europeo hasta 1984.
Las precipitaciones superan los 1.300 mm en las zonas bajas, con más de 300 mm en enero, pero por encima de 2.000 m son mucho más abundantes, y el pico es conocido por las nieblas y las tormentas que lo envuelven mientras en el altiplano hace sol. En julio, las temperaturas bajan de 10.oC en el llano, y en octubre, el mes más cálido, las medias son de 20.oC. Las cimas son de roca, descarnada, el entorno es sabana arbolada. En los valles crece una vegetación única, entre las que destaca el endémico cedro de Mulanje.
El pico de Sapitwa está rodeado de leyendas que hablan de dioses y espíritus ancestrales, y el macizo recibe también el nombre de "isla en el cielo".